# Phyllodytes
Phyllodytes é um género de anfíbios da família Hylidae. É endémico do Brasil, ocorrendo apenas na Mata Atlântica, principalmente na Bahia, e em algumas áreas mais secas.
As espécies do gênero são sempre encontradas em associação com bromélias, onde ocorrem todas, ou a maior parte, as fases do ciclo de vida das espécies, inclusive a fase de girino. São espécies pouco estudadas devido a esta característica peculiar.

## Espécies
As seguintes 15 espécies são reconhecidas:
- Phyllodytes acuminatus Bokermann, 1966
- Phyllodytes amadoi Vörös, Dias, and Solé, 2017
- Phyllodytes brevirostris Peixoto & Cruz, 1988
- Phyllodytes edelmoi Peixoto, Caramaschi & Freire, 2003
- Phyllodytes gyrinaethes Peixoto, Caramaschi & Freire, 2003
- Phyllodytes kautskyi Peixoto & Cruz, 1988
- Phyllodytes luteolus (Wied-Neuwied, 1824)
- Phyllodytes maculosus Cruz, Feio & Cardoso, 2007
- Phyllodytes magnus Dias, Novaes-e-Fagundes, Mollo, Zina, Garcia, Recoder, Vechio, Rodrigues & Solé, 2020
- Phyllodytes megatympanum Marciano, Lantyer-Silva & Solé, 2017
- Phyllodytes melanomystax Caramaschi, Silva & Britto-Pereira, 1992
- Phyllodytes praeceptor Orrico, Dias & Marciano, 2018
- Phyllodytes punctatus Caramaschi & Peixoto, 2004
- Phyllodytes tuberculosus Bokermann, 1966
- Phyllodytes wuchereri (Peters, 1873)